# Cementerio británico de Madrid
El cementerio británico es un cementerio de la ciudad española de Madrid, situado en Carabanchel, construido para dar sepultura a individuos de nacionalidad británica que, al pertenecer con frecuencia a otra confesión, no podían ser enterrados en los cementerios católicos. En 2021 fue distinguido incluyéndolo en el listado de Cementerios singulares de la Comunidad de Madrid.

## Historia

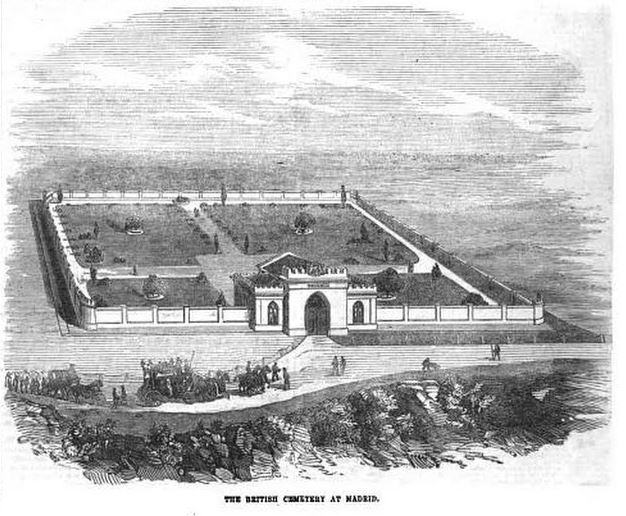
Cementerio británico en The Illustrated London News (14 de julio de 1855)

En 1796 se compraron unos terrenos cerca de la actual plaza de Colón, pero al no obtener el permiso para realizar enterramientos allí, debido a que por el crecimiento urbanístico ya se encontraban en el centro de la ciudad, nunca se usaron para este fin; en esta ubicación se encuentra actualmente el consulado británico.
Posteriormente, hubo un intercambio de terrenos entre los dos gobiernos y la correspondencia oficial ya nombra el actual emplazamiento en 1850, «a la derecha de la carretera de Carabanchel, más allá del Puente de San Dámaso», cuyas escrituras datan del 17 de agosto de 1853.

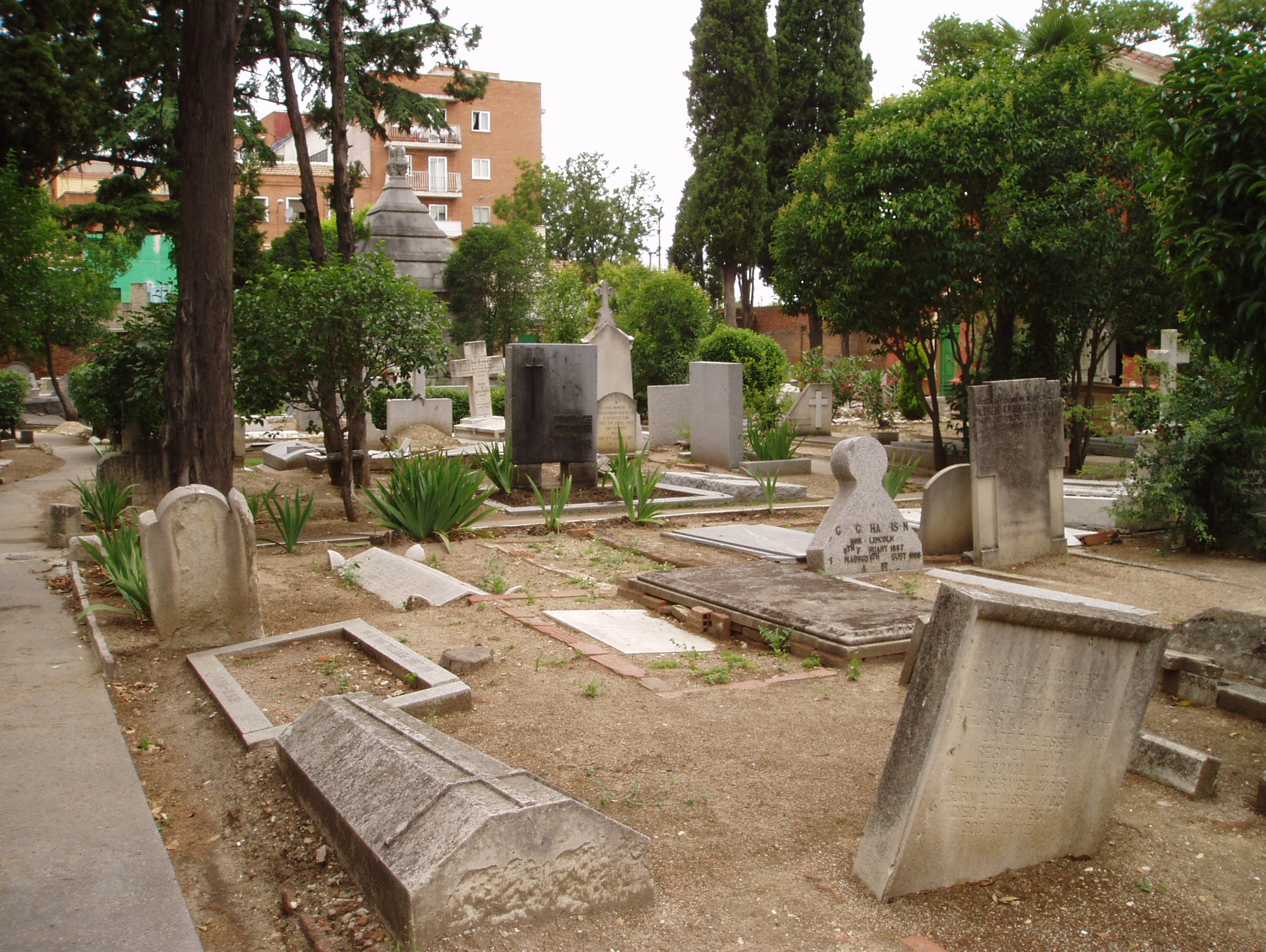
Vista general del cementerio.

Inicialmente, el cementerio se encargó al arquitecto Wenceslao Gaviña; sin embargo, se acabaría asignando a Benedetto Albano, que planteó un proyecto más económico y menos ambicioso que el del primero.
El gobierno español presionó para que los enterramientos se hiciesen «sin culto, ritual, pompa, ni publicidad», aunque la revista Illustrated London News recogió un enterramiento en el que participó «una carroza fúnebre de cuatro caballos, seguida de ocho carruajes».
Desde principios del siglo XX se permite el enterramiento de miembros de otras confesiones, aunque no sean cristianos, por lo que también hay una parte judía e incluso una tumba musulmana.

## El recinto

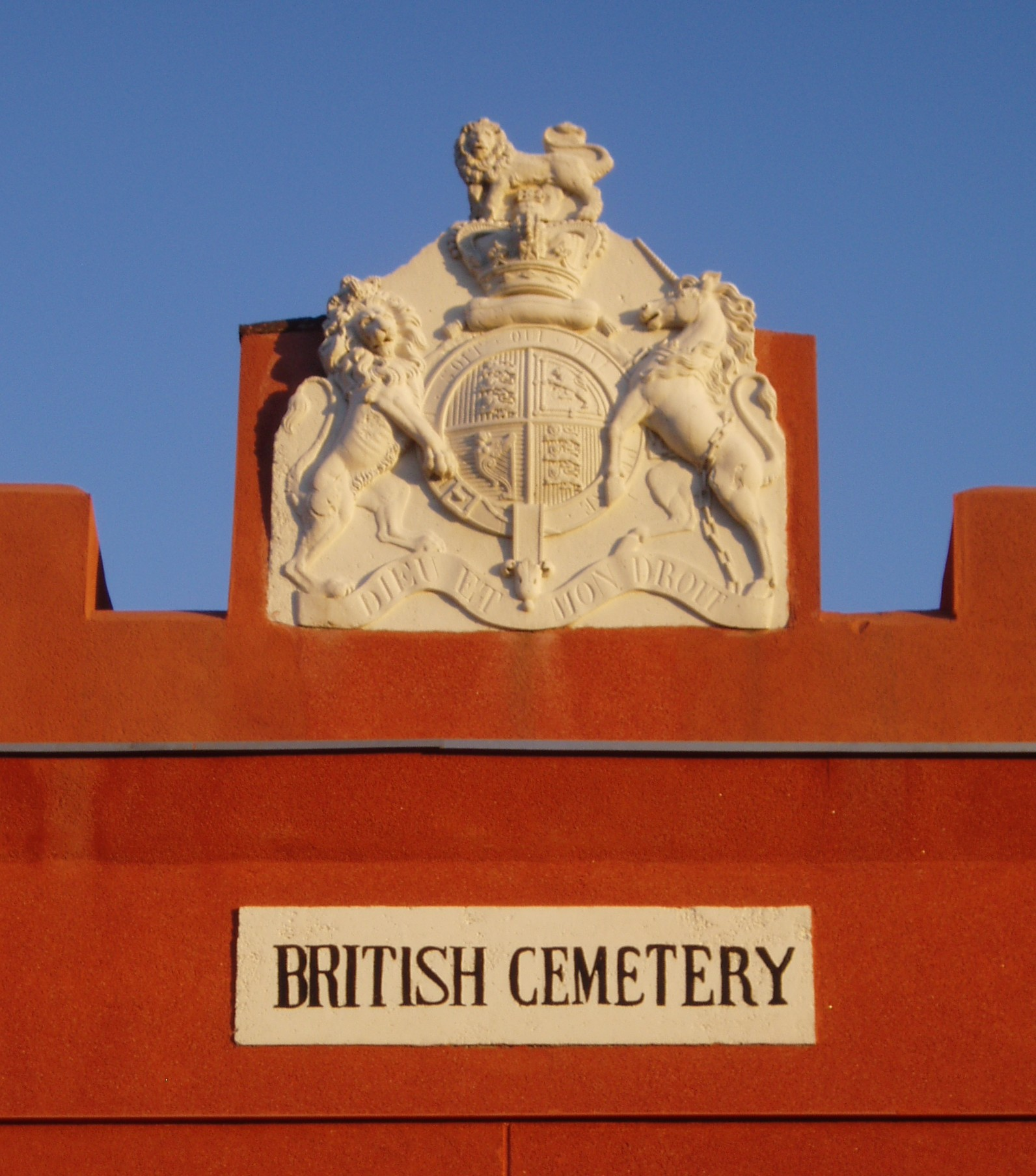
Escudo del Reino Unido sobre la puerta de entrada.

El cementerio se encuentra delimitado por las calles de Inglaterra, Irlanda y comandante Fontanes, por la que tiene entrada en el número 7. Por las dos primeras de estas calles está rodeado por varias casas tradicionales de un solo piso de principios del siglo XX.
La fachada está construida en ladrillo revocado. Sobre la puerta hay un escudo del Reino Unido del escultor italiano Pedro J. Nicoli, colocado en mayo de 1856. A los lados del pabellón de entrada hay sendas dependencias, una para vivienda del guarda y la otra para capilla mortuoria.
En 1997 se creó una fundación para restaurar el cementerio. Se arregló la puerta de entrada, se demolió parte de la vivienda de los guardas y en su lugar se colocó un cenotafio para conmemorar benefactores. El Cementerio sigue en activo aunque limitado por falta de espacio.

## Enterramientos
El primer enterramiento del que se tiene noticia data del 10 de febrero de 1854 y corresponde al de Arthur Thorold.

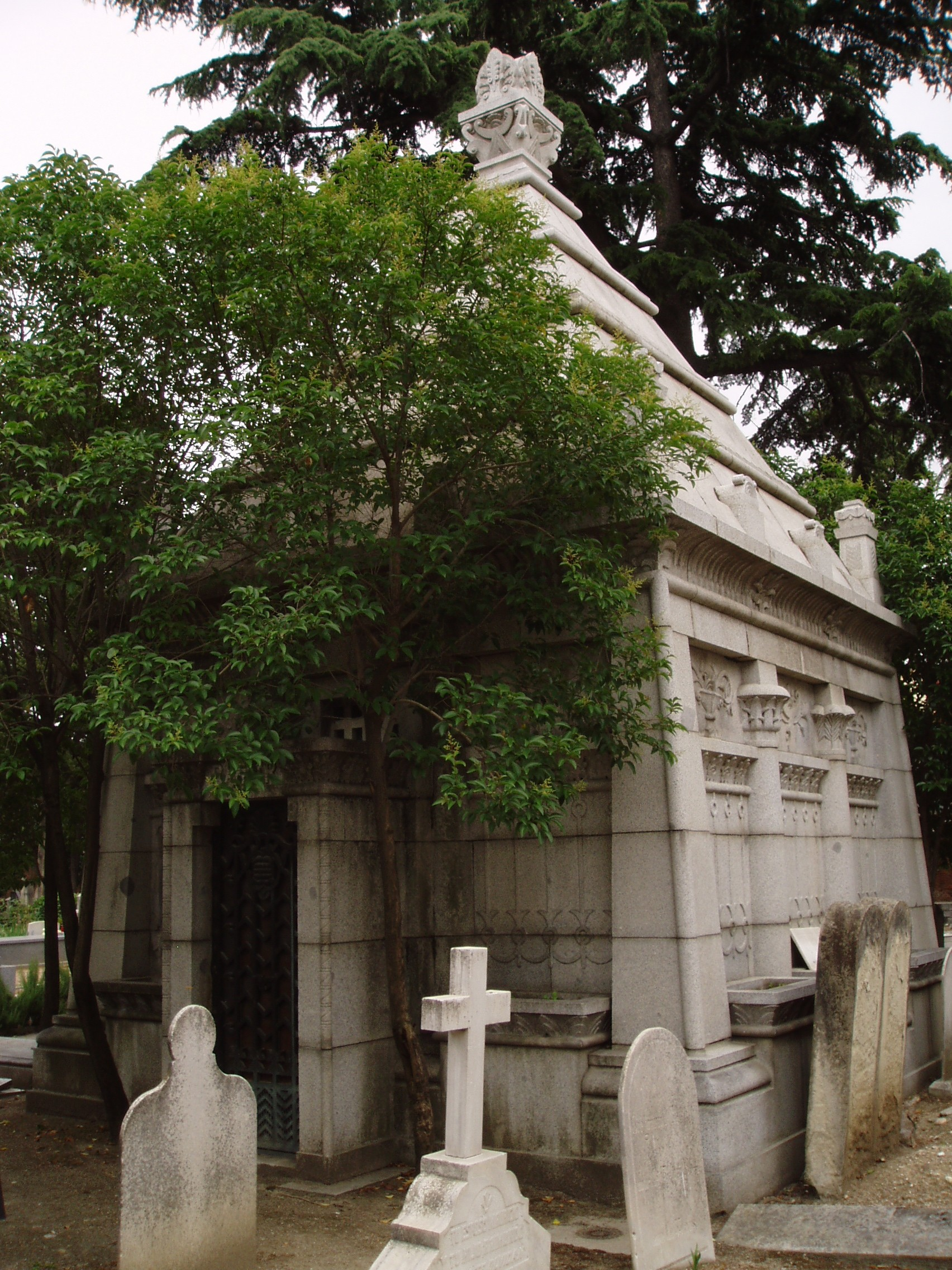
El panteón de los Bauer.

Sólo hay un panteón monumental, perteneciente a la familia de banqueros Bauer, antecesores de los Rothschild. Es de estilo neoegipcio y tiene inscripciones en hebreo. También hay un monumento a la familia Parish (William, Matilde -su esposa- y Leonard -su hijo-), propietarios del Circo Price, cuyo patriarca, Thomas Price, está enterrado en el Cementerio General de Valencia, y las tumbas de las familias Loewe, Boetticher, Girod, Lhardy, fundadores del restaurante madrileño homónimo, y la de los fundadores de la pastelería Embassy. Asimismo, en el cementerio se encuentra enterrado el fotógrafo Charles Clifford, fallecido en 1863 y cuya lápida es una de las más antiguas, varios miembros de la familia real de Georgia establecidos en España tras su exilio y la historiadora Alice Bache Gould y Quincy (1868-1953), experta en Cristóbal Colón y emparentada con John Quincy Adams. Entre otros notables personajes puede mencionarse al hispanista irlandés Walter Starkie, director del primer instituto Británico en España (Madrid), en 1940.
Sobre las lápidas figuran inscripciones en latín, francés, alemán, hebreo, serbocroata y español, con 43 nacionalidades distintas. La mitad de los aproximadamente mil enterramientos son de británicos, pero también hay 49 estadounidenses, 63 alemanes, 30 españoles, 28 suizos, 27 franceses. En la embajada británica se lleva un registro de los enterrados en el cementerio, que tiene un estatus parecido al de las embajadas extranjeras.
En la actualidad, el cementerio, aunque limpio, muestra un cierto abandono, con muchas de las lápidas rotas, esculturas descabezadas y una vegetación poco cuidada, ya que, al estar prácticamente ocupado, se producen muy pocos enterramientos. Sólo es visitable los martes, jueves y sábados de 10:30 a 13:00.

## Personajes ilustres enterrados
Los siguientes personajes ilustres están sepultados en el Cementerio Británico de Madrid:
- Ignacio Bauer, empresario
- Familia Loewe, dueños de la casa de moda Loewe
- Familia Lhardy, dueños del restaurante Lhardy
- Irakli de Bagration-Mukhraneli, príncipe de Georgia (posteriormente trasladado a la Catedral de Svetitsjoveli en su país natal).
- Coronel George Fitch, militar inglés
- Comandante Stewart Barton Bythesea Dyer, militar inglés
- Barón Theodore de Budberg, Embajador de Rusia en España
- William Parish, dueño del Circo Price
- Arthur Yencken, ministro encargado de negocios de la Embajada del Reino Unido en Madrid
- Comandante Caldwell, agregado del Aire de la Embajada del Reino Unido en Madrid
- Margarita Kearney Taylor, fundadora del salón de té Embassy
- Alice Gould, historiadora descendiente del presidente de los Estados Unidos John Quincy Adams
- Sheldon Pennoyer, pintor californiano
- Conde Zavadowsky Miklazewsky, noble polaco
- Baronesa Tatiana de Korf, noble polaca
- Arthur Byne, arquitecto que trabajó para el traficante William Randolph Hearst
- Walter Starkie, fundador del Instituto Británico de Madrid
- Charles Clifford, fotógrafo galés
- Ekkehard Tertsch, diplomático del III Reich Alemán, miembro del partido nazi y periodista austriaco